# Rosa María Arquimbau
Rosa María Arquimbau Cardil (Barcelona, 27 de marzo de 1909 - 28 de febrero de 1992) fue una escritora y periodista española. 
Junto a María Teresa Vernet, Carme Montoriol, Anna Murià, Elvira Augusta Lewi, Aurora Bertrana y Mercè Rodoreda, Arquimbau fue considerada una referencia como "mujer de letras" y una de las seis mejores novelistas catalanas de los años 30 del siglo XX. Sus novelas y obras de teatro, que representaban momentos de la vida moderna, alcanzaron "éxito de crítica y público". Su obra, de estilo vitalista y conmovedor, también fue criticada por ser trivial y frívola. También firmó con el pseudónimo de "Rosa de Sant Jordi" para los cuentos.

## Biografía
Periodista y escritora desde temprana edad, colaboró con relatos y apuntes en revistas de la época, y se inició como columnista en diversos diarios y semanarios de izquierdas. En 1929, con sólo 19 años, apareció de libro de cuentos titulado: La mujer de los ojos que hablan.Y un año después realizó una serie de reportajes de carácter social en la revista Imatges. Colaboró en el semanario La Rambla, con una columna titulada "Films&Soda", comentando, a menudo con ironía, los cambios observados en la mujer en aquel periodo. Se la relaciona con sufragistas capitales como Carmen Karr, Clara Campoamor y Victoria Kent en la España de 1933.
Participó en la campaña de recogida de firmas femeninas a favor del Estatuto y promovió el agrupamiento de las catalanas a favor del voto femenino. Fue presidenta del "Front únic femení esquerrista", y militante de Esquerra Republicana.

## Obra
En el periodo de la República publicó Història d'una noia i vint braçalets (1934) y Es rifa un home (1935); y en 1938 estrenó la pieza teatral Maria la Roja, que ella misma calificó de reportaje, puesto que la acción transcurría en una prisión de mujeres de París. Marginación y silencio la apartaron de su labor creativa y profesional hasta el año 1957, cuando  publica la comedia L'inconvenient de dir-se Martines. Siguió un nuevo silencio hasta el inicio de la década de 1970, con La pau és un interval (1970) y Quaranta anys perduts (1971).

### Novelas y narrativa
- Tres contes breus (Conservatori de Bones Lletres de Barcelona, 1928) - recopilación de cuentos.
- La dona dels ulls que parlaven i altres contes (Col·lecció Balagué, sèrie Fèmina, vol. 1, Barcelona: Editorial Lux, 1930) - recopilación de cuentos
- Al marge (1931) - "nouvelle" (novela corta)
- Història d'una noia i vint braçalets  (Barcelona: Librería Catalonia, 1934) - novela
- Home i Dona (Volumen 116, Barcelona: Quaderns Literaris, 1936) - novela
- La pau és un interval (Barcelona: Editorial Pòrtic, 1970) - novela
- Quaranta anys perduts (Biblioteca catalana de novel·la, vol. LXVII, Barcelona: Club Editor, 1971) - novela
- Adéu si te'n vas, novela inédita, escrita durante el año 1934. [7]

### Obras de teatro
- Es rifa un home! Apunte satírico en un acto, obra publicada a La Escena Catalana No. 414, año XVIII, 2a época, Barcelona (estrenada el 7 de febrero de 1935 a la “Sala Empordanesa” de Barcelona).
- Amunt i crits (1936), estrenada el 18 de diciembre de 1936 al Teatro Romea de Barcelona, por la Compañía Vila-Daví
- Les dones sàvies(1936), estrenada el 18 de diciembre de 1936 al Teatro Romea de Barcelona, por la Compañía Vila-Daví
- Maria la Roja (estrenada el 4 de noviembre de 1938 al Teatre Català de la Comèdia de Barcelona, por la Compañía del Teatro Catalán de la Comedia -nombre oficial del Poliorama-, bajo la dirección de Pius Daví)
- L'inconvenient de dir-se Martines, dentro de Premio Joan Santamaria (Colección Biblioteca Gresol No. 029), Barcelona: Nereida, 1957, p. 87-108 (Premio Joan Santamaria 1957).

Inéditas
- Per la pàtria, presentada en 1926 al Concurso de Obras Teatrales de la revista La Dona Catalana.
- Flors de cim, presentada en 1926 al Concurso de Obras Teatrales de la revista  La Dona Catalana
- L'amor i el dimoni S. en C. Farsa en 3 actes, el 2n. dividit en 2 quadros, obra presentada al Premio Ignasi Iglésias el 1935 y conservada en la Biblioteca del Instituto del Teatro de Barcelona, Centro de Documentación y Museo de las Artes Escénicas del Instituto del Teatro.
- Estimat Mohamed: dos actes de comèdia, cada un dividit en dos quadres,  con Josep Maria Poblet. Biblioteca de Cataluña, manuscrito 6738, 1980.

### Contribuciones en diferentes medios
- La Dona Catalana (1926-1929)
- Evolució (1931)
- Flames Noves (1927-1930)
- Imatges (1930)
- Joventut Catalana (1924-1925)
- La Nau (1929-1931)
- La Publicitat (1930-1931)
- La Rambla, en la sección "Film&Soda" (1930-1932), en otros apartados (1930-1936)
- L'Opinió, en la "Secció Femenina", después en la "Pàgina Femenina" (1932-1933). [8]

### Conferencias
- "Feminisme, Religió i Tàctica", en el Ateneo Gracienc de Acción Catalana, en Barcelona, el 20 de noviembre de 1931,
- "Feminisme", en el local del Grupo Excursionista de Juventud Catalana, en Barcelona, el 16 de febrero de 1932.

### Publicaciones póstumas
- Cor lleuger i altres narracions de l'era del flirt (Comanegra, 2016). Este volumen recoge los mejores relatos que Rosa María Arquimbau escribió durante los años de la República: cuentos, tres novelas cortas y una obra de teatro de aquel periodo. La edición a cargo de Julià Guillamon.
- Quaranta anys perduts (Comanegra, 2016). La última novela que escribió Arquimbau, publicada por primera vez el año 1971 por Club Editor y reeditada por Comanegra en 2016, a cargo de Julià Guillamon. Narra la historia de Laura Vidal, la hija de una portera que se convierte en modista de alta costura y viste las señoritas de la Barcelona del franquismo. Arquimbau ofrece un vivo retrato de cuarenta años de historia de Cataluña —desde la proclamación de la República, hasta los años setenta— y recrea un mundo que conoció de primera mano.